# 문익점
문익점(文益漸(본명: 문익첨, 본명 한자: 文益瞻), 생년(1329년 2월 8일 출생설이 가장 유력) 미상~1398년 6월 13일)은 경상도 김해부 사록·한림원 순유박사·국자감 성균관 대사성 등을 두루 지낸, 고려 시대 후기 말엽의 학자·문신·외교관이다. 그의 주요 거주지는 고려 개경이었다.

## 주요 전력
본(관향)은 강성(江城)으로, 그는 남평(南平)의 동종 분파 성씨 가문 강성 문씨(江城 文氏)의 시조이기도 하다. 초명은 문익첨(文益瞻), 자는 일신(日新), 호는 사은(思隱) 또는 삼우당(三憂堂)이다. 생전에 관직은 성균관 대사성에 이르렀고, 죽은 이후에 작위(봉호)는 '강성군'에 추봉(봉군 추증)되었다. 시호는 충선(忠宣)이다. 조선 태조(이성계)의 배다른 형 척산군(이원계)의 삼실 처갓댁 장인이기도 하다.
1360년(공민왕 9) 문과에 급제한 후 경상도 김해부사록·한림원 순유박사 등을 거쳐 1363년 한림원 사간원관 겸 좌정언으로 재직 중 원나라에 사신으로 다녀왔으며, 덕흥군을 지지하였다가 파면 조처되었다. 그 뒤 산청 고향에서 목화를 재배하다가 우왕 즉위 후 전의감주부와 좌사의대부를 거쳐 성균관대사성에 이르렀다. 그는 공양왕 시대 말기에 이성계(李成桂), 정도전, 조준 일파가 추진하였던 전제개혁(田制改革)을 반대했다가 조준의 탄핵으로 인해 관직에서 물러났다. 사후 조선 태종 때 참지의정부사 강성군(江城君)을 증직하였고, 세종 때인 1440년(세종 22) 영의정부사 부민후에 가증하였다.
그는 애초 공민왕 때에, 한림원 사간원관 겸 좌정언 재직 시절, 원나라에 사신으로 건너갔다가, 목화 씨 몇 알 등을 고려로 들여와, 향리에서 계배 장인 정천익하고 함께 이를 재배하였다. 처음에는 재배기술을 몰라 그의 장인 정천익이 심었던 한 송이가 겨우 싹을 틔웠다. 그의 3년 동안 노력 끝에 드디어 성공하여 전국에 목화씨를 퍼지게 하였으나, 그에 만족하지 않고 목화솜에서 실을 뜨는 방법을 연구해냈다. 《고려사》의 기록에 의하면 그가 최초로 한반도(한국)에 면화씨(면포)를 만드는 목화(목화씨)를 들여왔다고 전하나, 최근 백제 시대 면직물을 발견하여 삼국시대에도 목화를 재배했다는 주장이 있다. 그의 목화 반입과 재배 기록은 후일 남명 조식이 쓴 《목면화기(木棉花記)》를 통해 널리 알려졌다. 이곡의 문인이다.

## 생애

### 생애 초반
문익점은 1329년 2월 8일, 경상도(지금의 경상남도)의 산청의 강성현(江城縣)에서 문숙선(文淑宣)의 아들로 태어났다. 본은 강성(江城)이다. 사실상 문익점의 생몰년은 다소 불확실하며 태어난 해는 1331년, 사망한 해는 1400년으로 추정하기도 한다. 그의 첫 이름은 익첨(益瞻)이었다가 뒤에 익점으로 개명하였다. 자는 일신(日新), 호는 삼우당(三憂堂)이다. 아버지 문숙선은 과거 시험에 급제하였으나 벼슬은 극구 사양했다.
어렸을 때에는 아버지로부터 글을 배우고 12살 때부터 당대의 학자 이곡의 제자가 되어 그 아들 이색 등과 함께 공부하였다.
1360년(공민왕 9) 문익점은 문과에 급제하여 김해부 사록(金海府 司錄)·순유박사(諄諭博士) 등을 지냈다. 1363년 사간원좌정언(司諫院左正言)이 되었다.

### 원나라 사행길과 목화 반입

#### 원나라 왕환
1363년에 좌정언으로 벼슬을 하던 중 계품사(啓稟使)인 문하좌시중(左侍中) 이공수(李公遂)의 서장관(書狀官)으로 선발되어, 이공수를 따라 원나라에 사신으로 건너갔었다. 때마침 원나라에 벼슬하고 있던 고려 사람 최유(崔濡)라는 자가, 원나라에 와 있던 충선왕의 셋째아들 덕흥군(德興君)을 왕으로 옹립하고, 동시에 공민왕을 몰아내려 하고 있었다. 이때 연경에 도착한 그는 이를 지지했는데, 원나라가 덕흥군을 고려왕으로 봉하자 덕흥군의 추종자 최유는 원나라의 군사 1만명을 얻어 요동까지 진군하여왔으나, 1364년 1월 당시 최영 등에게 패하였다. 문익점은 덕흥군을 지지하였다는 혐의가 탄로나는 바람에 강제 귀국됨과 동시에 벼슬도 박탈 조처되었다.
그러나 억울하게 연루되었다는 주장도 있다. '오히려 반란의 주모자였던 최유가 자신의 마음대로, 문익점의 이름을 반란군의 명단에 멋대로 적어 올려놓았던 것이다.'라는 내용의 견해도 있다.

#### 목화 재배 성공과 시중 보급
3년 만에 목화의 재배에 성공하였다. 그러나 처음에는 목화에서 씨를 제거하고 실을 뽑을 줄 몰라서 고민하던 중 때마침 정천익의 집에 머무르던 호승(胡僧)에게 물어 씨를 빼는 씨아와 실을 뽑는 물레 만드는 법을 배워 실을 뽑아냈다. 정천익이 호승인 홍원(弘願) 등에게 씨를 빼는 씨아(取子車)와 실을 뽑는 기계(繅絲車)를 만드는 방법을 배워왔고, 문익점은 정천익에게서 이를 배워 다시 시중에 보급시켰다. 이후 이를 근거로 옷과 이불을 만들게 되었다.
그가 심었던 것은 실패하였으나, 불행중 다행히도 그의 장인 정천익이 심은 씨앗 가운데 하나에서 꽃이 피어 100여개의 씨앗을 얻어서 다시 재배하는데 성공하였다. 그 뒤 문익점은 해마다 재배량을 늘려서 1367년에는 향리 사람들에게 씨앗을 무료로 나누어 주면서 심어 기르도록 권장하고 목화 재배를 교육하였다.
목화가 널리 전해짐으로써 일반 백성들의 의복 재료가 종래의 삼베에서 무명으로 바뀌게 되었다. 귀족 권문세족과 왕족들만이 입고 덮던 솜이불과 솜옷이 시중으로도 확산된 것이다. 후일 조식은 문익점의 그 공적을 기려 훗날 “일반 백성들에게 값 싸고 질 좋은 옷을 입게 된 것이 농사를 시작한 옛 중국의 신농하고 후직씨 같다(衣被生民 神農 后稷氏同).”며 그 공적을 높이 평가했다.
문익점은 이에 그치지 않고, 목화솜에서 실을 뜨는 방법을 연구해야 한다고 했다.
한편 문익점의 손자 문래(文萊)하고 문영(文英)은 실 잣는 기구를 개량했다. 이 기구를 '물레'라고 부르는데 바로 발명자 '문래'의 이름에서 비롯된 이름이라고 한다. 문래가 발명한 실잣는 기구는 그의 이름을 따서 문래라 부르다가 말이 와전되어 물레로 변화된 것이다.

### 관료 생활
1374년 그는 중현대부 좌대언 우문관제학 겸 지제교(中顯大夫左代言 右文館提學 兼 知製敎)가 되었다. 그러나 그해 그는 정몽주, 정도전 등과 함께 북원의 사신을 처벌할 것을 상소했다가 친원파 권문세족의 역공격을 받고 청도군수로 좌천되었다. 우왕이 즉위한 직후 다시 중앙정계로 복귀해서 목면을 보급한 공으로 1375년(우왕 1) 전의감주부(典儀監注簿)에 임명되었다. 그러나 1376년 어머니의 상을 당하여 주자가례에 따라 3년간 시묘살이를 하였다. 왜구의 침입이 있었지만 그는 홀로 어머니의 묘소를 지키며 시묘를 중단하지 않았다. 그리하여 1383년(우왕 9) 이성계의 추천으로 효자비가 세워진다.

### 생애 후반

#### 신진사대부와의 갈등과 은퇴
성리학적 소양이 있었던 그는 1389년(창왕 1) 좌간의대부로서 왕 앞에서 강론을 하기도 하였으며, 우문관제학 서연동지사(右文館提學 書達同知事)가 되었다.
그러나 성균관 대사성에 이르러, 그 해 8월 그 무렵의 토지에 대한 전제 개혁(田制改革) 문제를 둘러싸고 이성계파와 이색, 우현보 등의 의견이 갈라지게 되었는데, 이 때 문익점은 이준 등이 사전(私田)을 다시 세우도록 함은 옳지 않다고 상소할 때 병을 핑계로 이에 가담하지 않았다. 이후 문익점은 이색, 이림, 우현보 등과 더불어 사전 혁파를 비롯한 이성계파의 전제 개혁을 반대했다.
이색 등과 함께 사전(私田)의 혁파를 반대해 온 문익점은 사헌부 대사헌인 조준의 탄핵을 받아 관직에서 물러났다가, 1390년 8월 우문관제학 서연동지사 겸 성균관 대사성 등으로 조정에 복귀했다. 그 해 10월 시정의 폐단을 지적한 시무론 8조를 올렸으며, 동년 11월 병을 이유로 사직하고 산청으로 귀향했다.

#### 은퇴와 최후
낙향한 후 그는 기울어져 가던 나라 일, 자신의 학문을 소신껏 펴지 못하는 안타까움, 학문이 더욱 깊어지지 못함을 걱정하면서 스스로를 삼우거사라 불렀다.
1392년 이성계와 정도전 등이 조선을 건국하였으나, 역성 혁명을 지지한 이성계 일파를 반대하는 입장에 있었던 그는, 1390년에 이미 은퇴와 함께 귀향한 후 고려에 대한 절의를 지키겠다며 관직에 나가지 않고 고향 초야에서 여생을 보내다가 1398년에 생을 마감했다. 저서로는 《삼우당실기》 (三憂堂實記)가 있다. 경상남도 산청군 신안면 신안리에 안장되었다.
그는 생전에 공적을 인정받지 못했지만 그가 유배지였던 중국에서 면화를 가져와 민간에 보급한 것, 직조(織造)를 가르쳐 백성들을 크게 이롭게 했다며, 오히려 조선시대 들어 매우 높이 평가되고 숭배되었다. 또한 그의 치적은 성리학의 초기 인사인 이곡의 직제자의 한사람이자 이색, 정몽주의 동문이었으므로 성리학 이념을 정당화하는 근거로 활용되기도 했다.

### 사후
경상남도 산청군 신안면 신안리에 묘소가 있다. 묘소 근처에는 《문익점신도비》(文益漸神道碑, 경상남도 문화재자료 제53호)가 세워져 있다.
조선 태종 때 그의 공을 기려 참지의정부사(參知議政府事) 동지춘추관사 겸 예문관 대제학을 추증하고 강성군(江城君)에 추봉되었으며, 두 아들을 사헌부감찰로 발탁했다. 1440년(세종 22) 대광보국숭록대부 영의정부사에 가증되고 부민후(富民侯)에 추봉되었으며, 다시 충선공(忠宣公)의 시호를 받았다.
경상남도 산청군 신안면 신안리의 도천서원(道川書院), 전라남도 장흥군의 월천사우(月川祠宇)에 제향되었다. 산청의 사당에는 그의 공적을 높이 평가한 정조가 1785년 직접 도천서원(道川書院)의 사액을 지어 내려보내기도 했다.
고향인 경상남도 산청군 단성면 사월리의 문익점면화시배지(文益漸棉花始培地)는 1963년 1월 21일 대한민국의 사적 제108호 《산청 목면시배 유지》(山淸 木棉始培 遺址)로 지정되었고, 이 곳에 삼우당선생면화시배사적비(三憂堂先生棉花始培事蹟碑)가 세워졌다. 문익점이 목화씨를 가지고 와 재배에 성공하고 이를 가공하여 의복을 짓게 된 경로를 밝힌 기록은 후대의 성리학자 남명 조식이 쓴 《목면화기 木棉花記》에 수록되었다.
묘소는 1983년 8월 24일 경상남도의 기념물 제66호 《산청문익점묘》(山淸文益漸墓)로 지정되었다.

## 연보
- 1329년 2월 8일: 출생
  - 1328년 혹은 1331년이라는 설도 있으며, 신경동당시 과거급제자 명단에는 신미년 출생으로 기록됨
- 1338년: 학당 입학
- 1341년: 이곡 (이색의 아버지) 선생 문하에서 학문을 배움
- 1346년: 주씨 부인과 혼례
- 1348년: 장남인 중용(中庸) 출생
- 1350년: 경덕재 (시경 전문 교육기관) 입교 후 이름을 익점으로 바꿈
- 동년: 2남 중성(中誠) 출생
- 1353년: 정동성향시(征東省鄕試)에 이색과 함께 급제
- 1360년 11월: 신경동당시에 정몽주와 함께 문과 7품에 급제, 정8품인 김해부 사록(金海府 司錄)이 됨
- 동년: 주씨 부인 사망
- 1361년: 종7품인 순유박사(諄諭博士)에 오름
- 1362년: 정6품인 승봉랑(承奉郞)에 오름
- 1363년: 사간원(司諫院) 좌정언(左正言)이 된 후, 4월에 원나라에 사신으로 행차함
  - 3월에 행차했다는 설도 있음
- 동년 11월: 운남행성(베트남과 접한 중국의 남단)으로 유배
- 1366년: 유배 종료 후 원나라 대도로 복귀해 예부시랑 어사대부를 지냄
- 1367년 2월: 목화씨를 붓두껍 속에 숨겨서 들어와 개경에 도착
- 동년: 정3품인 중현대부 예문관제학 겸 지제교(中顯大夫 藝文官提學 兼 知製敎)에 올랐다가, 휴직을 청하여 귀향해서 목화 재배 시작
- 1368년: 예문관제학 겸 성균관사성(藝文館 提學 兼 成均館司成)이 됨
- 1369년: 부친상으로 주자가례에 따라 3년간 시묘
- 1373년: 이색의 추천으로 성균관 대사성을 제수받았으나 병으로 조정에 들지 못함
- 1374년: 전의주부(典儀注簿)에 오름 (종6품 또는 7품)
- 1375년: 정3품인 중현대부 좌대언 우문관제학 겸 지제교(中顯大夫左代言 右文館提學 兼 知製敎)가 되었다가, 청도군수로 좌천
- 1376년: 모친상으로 주자가례에 따라 3년간 시묘 (왜구의 침입이 있었지만 시묘를 중단하지 않음)
- 1383년: 이성계의 추천으로 효자비 건립
- 1388년: 정3품인 좌사의대부 우문관제학 서연동지사(左司議大夫 右文館提學 書達同知事)가 됨
- 1389년 8월: 사전(私田)에 관해 이색과 우현보 등에 뜻을 같이하자, 대사헌 조준의 탄핵으로 낙향
- 1390년 8월: 좌사의대부 우문관제학 서연동지사 겸 성균관 대사성이 됨
- 동년: 10월에 시무론 8조를 상소한 뒤, 신병을 이유로 동년 11월에 사임하고 산청으로 귀향
- 1394년: 조선 태조 이성계가 그에게 두 차례 조정에 들기를 권유하나 두문불출하자, 3품의 벼슬을 내리고 봉록을 지급
- 1400년(경진년): 사망
  - 조선실록에는 1398년에 사망했다고 기록되었으며, 문익점의 증손 문치창의 기록에 따르면 70세까지 생존해 1400년에 사망했다고 함

## 영향력

### 목화 전래의 영향
목화의 전래로 인해 한국의 의생활이 획기적인 발전을 이룰 수 있었으며 온 백성들이 이 혜택을 입게 되었다.
참고로 여담이기는 하지만, 한반도의 목화씨는, 이른바 1368년(공민왕 18년)에 문익점이 재보급하기 이전에도, 이미 546년경에 중국 남량(南梁) 황조에서부터 첫 보급된, 이른바 백제 시대의 목화(면화씨)는, 그렇게 서기 546년경을 전후해 남량 고조 무제(南梁 高祖 武帝) 치세의 중국 남량 황조 시대로부터 양원왕(陽原王) 치세의 고구려(高句麗) 시대로써 넘어와 성왕(聖王) 치세의 백제 시대로, 그렇게 목화씨가 첫 보급되었을 가능성은 있다. 그러나 백제 시대 말기 무왕(武王) 치세 중엽 때에, 한두어번의 흉년 등으로 인해, 목화씨의 수효는 628년경을 전후한 때에 결국 씨가 말라, 한때 삼국 시대 백제 말기 이후의 그토록 백제 말기에서부터 고려 말기 때까지 지속된, 그야말로 한반도의 한때 절종된, 백제 말기 시대 목화씨의 심각한 목화씨 종자 빈곤은, 고려 시대 말기 공민왕(恭愍王) 치세의 중후기 말엽 때인 1368년에까지 어언 약740년여에 걸쳐 한반도는 이른바 목화씨 빈곤으로 지속되어 이르렀음이라 사료된다. 백제 말기 시대에는 첫번째 불씨이자, 고려 시대 말기에는 두번째 불씨이니, 바로 한반도 목화씨로, 붓두껍(필뚜껑)에 가져온 고려 시대의 문익점의 한반도 목화씨 재보급을 하기 위한 불씨이기도 했다.
목면으로 포근한 솜과 튼튼하고 땀을 잘 흡수하는 무명 옷감으로 목화씨의 목면은 의생활에 획기적인 전기를 마련하고, 물레와 가락, 날틀 같은 면직기구의 제작은 생산 도구 제작의 발전을 이루게 하였다. 또한 탈지면은 지혈이나 외과치료용으로 쓰이고, 솜은 초나 화약의 심지로 유용하게 이용되었다. 튼튼한 무명실은 노끈, 낚싯줄, 그물을 만들어서 일상용품 여러곳에 두루 다양하게 쓰였다. 또한 조선시대에 무명은 물물교환의 화폐로 통화수단으로 이용되어 세금을 걷는 기본 통화가 되었다. 또한 일본이나 중국과의 무역에서 주요 수출품의 하나였다.

#### 공로의 인정
1375년(우왕 1) 조정에서 문익점을 불러 이러한 공로로 전의주부(典儀注簿)로 삼았고 이후 여러 번 승진하여 1389년(창왕 1) 좌사의대부(左司議大夫)에 이르렀다. 공양왕 때 이성계 일파가 추진한 전제(田制) 개혁에 반대하여, 조준(趙浚)의 탄핵을 받고 파면된 뒤 정계에 뜻이 없어 고향(진주 강성현)에 하향했다.
죽은 후 조정에서는 문익점을 참지의정부사 예문관 제학 동지춘추관사 강성군(參知議政府事藝文館提學同知春秋館事江城君)으로 증직(贈職)하였다. 후손으로 문중용(文中庸)·문중실(文中實)·문중계(文中啓)의 아들 셋이 있었다. 남평 문씨 대동보에는 문중성(文中誠)과 문중진(文中晉)이 추가로 나타난다.
조선 태종 때는 이러한 공로를 높이 여겨 후손인 문중용에게 벼슬을 내렸으며 도천서원(道川書院)을 세웠다. 세종 22년(1440년)에는 영의정에 추증, 강성군(江城君)에 추봉되었으며, 세조 때는 부민후(富民候)를 추봉하였다. 고종 때에는 일부 유생들이 모든 백성의 만세에 이룬 공을 들어 이색과 함께 문묘에 모실 것을 주장하였으나 받아들여지지는 않았다.

## 가족 관계
- 증조부: 검교군기감(檢校軍器監) 문극검(文克儉)
  - 친조부: 봉익대부(奉端大夫) 삼사우사(三司右使) 문한학사(文輪學士) 치사(致仕) 문윤각(文允恪)
  - 외조부: 영동정(令同正) 조진주(趙珍柱)
    - 아버지: 경주 사록(司錄) 문숙선(文叔宣)
    - 어머니: 함안 조씨(咸安趙氏)
      - 부인: 팔계 주씨(八溪周氏), 주세후(周世侯)의 딸
        - 아들: 문중용(文中庸)
        - 아들: 문중성(文中誠)
        - 사위: 이정(李禎)

      - 부인: 진양 정씨(晉陽鄭氏), 문충공(文忠公) 정천익(鄭天益)의 딸
        - 아들: 문중실(文中實)
          - 손자: 문래(文琜)
          - 손자: 문영(文瑛)
          - 손자: 문종(文萗)

        - 아들: 문중진(文中晉)
        - 아들: 문중계(文中啓)
        - 사위: 주흥득(朱興得)

## 문익점이 등장한 작품
- 《개국》 (KBS, 1983년~1983년, 배우:윤승원)

## 관련 문화재
- 창녕박물관 소장 남평문씨 고문서 - 경상남도 문화재자료 제489호 (2009년 12월 3일 지정)

## 논란과 의혹

### 소속된 사신행차단에 대한 논란
1360년(경자년, 공민왕 9) 실시된 과거인 신경동당시에 응시해, 문익점은 정몽주와 함께 급제해 현재의 부군수에 해당하는 김해부사록(金海府司錄)이 되었다. 이어 성균관의 순유박사((諄諭博士)로, 그리고 왕에게 직접 간언하는 핵심기관인 사간원의 좌정언(左正言)으로 승진하였다.
당시 재위 중인 공민왕은 즉위 초부터 배원 정책을 시행해서, 친원파를 숙청해서 고려와 원나라 간의 관계가 악화되었다. 급기야 원나라 황제인 순제는 공민왕을 폐위하고 충선왕의 셋째 아들인 덕흥군을 고려왕으로 책봉했다. 공민왕은 자신의 복위를 위해 여러 차례 사신을 파견했고, 1363년(공민왕 12) 3월과 4월에 다시 사신들을 파견했다. 이때 계품사(計稟使)로, 정사(正使)인 찬성사 이공수(李公遂), 부사(副使)로 밀직제학 허강, 그리고 서장관(書狀官)으로 좌정언 문익점을 정하여 사행단이 정해졌다. 이는 태조실록의 기록에 따른 것으로 과연 문익점이 어느 쪽 사행단에 소속되어 있었는지는 여전히 논란의 소지가 다분하다.
고려사에 따르면 정사 이공수가 나중에 고려로 돌아올 때 임박을 서장관으로 하여 돌아왔다는 기록이 있고, 문익점이 원나라 황도인 대도에서 덕흥군의 신원을 확인하는 문제로 이공수를 찾아보았다는 기록이 있는 점으로 공민왕의 시해를 노린 ‘흥왕사의 변’ 이후에 출발한 사신단에 속해 있을 가능성도 클 것으로 보인다.
어떤 학자의 경우에는 이공수를 계품사로 해서 떠난 사행단이 진정표와 하평해개적표, 2개의 표문을 가지고 떠났기 때문에 서장관이 2명이었을 가능성도 언급하고 있다. 심지어 1363년이 아닌 1364년(갑진년, 공민왕 13)에 사행을 떠났다는 기록도 남아있다.

### 원나라에서의 행적
널리 알려져 있기로는 원나라에서 ‘불사이군’의 기개를 보이고 순제의 노여움을 사게 되어 대도에서 가장 먼 운남행성으로 3년동안 유배를 가게 되고, 귀양살이를 마치고 돌아오면서 강남지방을 거치게 될 때 목화를 발견하여 목화씨를 가져오게 되었다고 한다. 그렇지만 고려사를 보면 덕흥군에 붙어 공민왕을 배신하고 덕흥군과 최유의 고려 침공이 실패로 돌아가자 이공수와 돌아왔다는 기록이 있다.
하지만 덕흥군에 붙었다고 이야기하는 고려사의 내용을 완전히 신뢰할 수는 없다. 고려사의 편찬이 조선시대에 들어서 이루어졌고, 이성계를 지지하지 않고 고려 왕조를 지키려한 사람들의 경우 관련 내용을 누락하거나 왜곡하는 경우가 적지 않았기 때문이다. 그 예로 신돈을 다룬 부분을 살펴보면, 개혁의 성과나 그 중요성 등을 객관적으로 평가했다기보다는 사적인 추문만을 기록하거나, 신돈이 무슨 일만 벌이면 천지에 기이한 변고가 일어났다고 기록하는 등 한 인물을 깎아내리기에 급급했다는 인상을 주는 경우가 대부분이다.
문익점이 덕흥군에 붙었다는 이야기가 옳다고 가정해보면 고려로 순순히 돌아왔다는 것도 큰 의문이다. 당시 공민왕을 배반하고 덕흥군을 고려의 새 왕으로 옹립하고자 했던 사신들은 다 죽음을 면치 못했다. 그러므로 문익점이 공민왕을 배반했다고 한다면 순순히 고려로 돌아올 생각을 하기 어려웠을 것이고, 설령 고려로 돌아왔다고 해도 문익점은 파면 이상의 처벌을 받았을 것이다. 그렇지만 문익점이 고려로 돌아온 직후 고향으로 돌아갔다고 하는 점이 문익점이 공민왕을 배반하였다는 기록이나 더 큰 관직을 받았다는 기록에 모두 적혀 있다. 즉 문익점이 공민왕에 대한 충절을 지킨 충신이었을 가능성이 크다. 덕흥군에 붙지 않았을 가능성이 큰 또 다른 증거는 바로 이성계를 지지하는 역성혁명을 꾀하던 신진사대부에 속하지 않았다는 점이다. 관직을 그만두고 6년 동안 시묘살이를 살았던 주자가례를 철저히 지키려던 고지식한 사대부가 주군을 배반하고 새 왕을 섬기고자 했을 가능성은 상당히 적어 보인다.

### 목화의 전래 과정

#### 유배 장소 논란
문익점이 사신행차를 갔을 당시에 원나라는 멸망을 눈앞에 두었다. 원나라 조정에서 유배지는 일반적으로 궁궐에서 멀리 떨어진 운남행성이었다. 
문익점의 유배설을 부정하는 주장에는 홍건적과 원나라 망국 등의 혼란한 정국을 언급한다. 원나라 국력이 기울고 정국도 혼란하던 시기였다. 그리고 홍건적은 민란 수준에서 공격과 수비를 수행할 부대가 되어갔다. 유배지였던 운남행성은 당시 이 지역에 홍건적이 들고 일어나 각 구역을 나누어 지배했다. 민란이 일어난 이곳까지 순탄하게 길을 떠나기는 쉽지 않았다.
문익점 유배설을 지지하는 주장에는 주원장과 세력다툼을 벌이며 맞서던 장사성이 지배한 지역을 살펴보면 운남행성까지 여정이 불가능까지는 아니었다. 장사성은 옛 오나라의 영토를 지배하여 ‘오왕(吳王)’이라 자처했지만, 원나라 ‘승상’ 관직을 유지하고 있었다. 즉, 자신이 지배하는 지역의 관할권을 가진 제후국과 비슷한 지위로 원나라 조정에 협조하였다. 이러한 이유로 항주에서 통주를 거쳐 대도까지 연결된 운하는 여전히 활용했고, 이를 통해 쌀과 물자를 지속적으로 대도에 공급하였다. 이러한 사실은 주원장이나 다른 홍건적의 세력이 지배하는 지역을 피한다면 운남까지 여정이 불가능하지만은 않았다.
최소한 장사성이 주원장과 대적하던 시기라면 운남까지 여정이 물리적으로 가능하기는 했겠지만, 그렇다고 문익점이 정말로 운남까지 유배했던 증거로 부족하다. 운남까지 유배를 갔다고 확언하기 어렵지만, 최소한 강남지방까지 이동했으리라 본다.

#### 목화씨를 구한 지역 논란
문익점이 굳이 강남지방을 방문하지 않았다 하더라도 대도(현재의 베이징)에서 충분히 목화씨를 구할 수 있었다고 보는 설도 있다. 왕정의 ‘농서’에 따르면 이미 문익점이 대도에 가기 오래전부터 목화의 재배가 북쪽 지방에서도 가능하다고 주장하고 있었다.
현재도 중국은 목화씨의 산출이 가장 큰 국가이지만, 그 경작지는 강남지역 위주이다. 즉, 옛날부터 대량으로 재배되던 지역에서 현재까지도 목화 경작이 이루어지고 있다는 이야기이다. 문익점은 특히 사신단의 서장관으로서 원나라 조정의 상황을 주시하며 분주하게 외교적 임무를 수행하고 있었을 가능성이 크다. 그런데 대규모로 목화재배가 이루어지는 곳이 아닌 대도에서 운좋게 목화가 눈에 들어오게 되고, 이를 심어보자는 생각까지 이르기는 어려웠을 것이다.

#### 목화씨의 금수 품목 여부 논란
문익점이 금수품목인 목화씨를 붓뚜껑속에 숨겨서 들여왔다는 전설이 있지만, 이것이 역사적 근거가 있는지에 대해 의문점이 있다. 문익점이 목숨을 걸고 몰래 목화씨를 구해왔다는 주장에 타당성이 없는 이유로는, 당시 해외로 수출을 금하는 품목은 활이나 화약 등 무기를 제작할 수 있는 재료와 희귀한 서적 정도였다는 점이다. 목화를 특별히 금수 품목에 넣어 관리했다는 기록은 발견되지 않았기에 마치 지금의 세관을 통과하듯 엄중한 감시를 피하려 목화씨를 몰래 붓두껍 속에 넣어 숨겨왔다고는 볼 수 없다.
설령 목화의 반출을 엄하게 금하고 있었다 해도 원말의 혼란스러운 상황에서 금령이 잘 지켜졌을 리는 없을 것으로 본다. 즉 문익점은 감시의 눈초리를 피하기 위해 붓두껍에 목화씨를 숨겨오지는 않았을 것으로 추정할 수 있고, 태조실록에도 보면 주머니에 넣어가지고 왔다라고까지 기록되어 있으므로 이는 목화의 덕을 본 후대의 사람들이 문익점의 공을 드높이기 위해 과장을 했을 가능성이 클 것으로 추측해볼 수 있다.

## 평가
의생활에 혁명을 가져다 주었다는 평가가 있다. 문익점과 정천익의 목화종자의 도입, 시험재배 성공, 종자의 전국적 보급, 목화섬유를 이용한 의료제조 등 공로는 참으로 컸다. 무명과 베 위주이던 옷과 이불에 솜, 면화 이불과 옷이 보급, 확산되는 계기를 마련 한 점이 후대에 높이 평가된 것이다.
후대의 학자인 조식, 김육, 윤휴, 이익, 정약용 등은 그가 목화를 보급한 점을 높이 평가하였다. 특히 남명 조식(曺植)은 후일 문익점의 공로를 “백성에게 옷을 입힌 것이 농사를 시작한 옛 중국의 후직씨와 같다(衣被生民 后稷同).”라는 시를 지어 찬양하기도 했다.

## 같이 보기
- 산청 도천서원 신안사재
- 정천익
- 목화
- 이색
- 정몽주
- 정도전
- 최무선

## 참고 서적
- 김영진, 《농림수산고문헌비요》(한국농촌경제연구원, 1982)
- 박은봉, 《한국사 100 장면》(가람기획, 1998)